# 锈栗穴䳍
是䳍科穴䳍屬的一种鸟类。

## 特征
锈栗穴䳍体重约221克，翼长约138.6毫米，嘴峰长约24.5毫米，喙宽度约4.9毫米，喙厚度约5毫米，跗蹠长约43.9毫米，尾长约48.2毫米。锈栗穴䳍在其分布区内为留鸟，其栖息在密集的高大的树木组成的森林中。食性为草食性。

## 分布
巴西西北部，可能也分布于邻近的哥伦比亚；圭亚那南部和苏里南南部；法属圭亚那和巴西亚马逊东北部（阿马帕州）。